# Bogdan von Hutten-Czapski
Pour les articles homonymes, voir Von Hutten.
Le comte Bogdan von Hutten-Czapski, né le 13 mai 1851 dans la propriété familiale de Smogulec près d'Exin en province de Posnanie et mort le 7 septembre 1937 à Poznań, est un aristocrate polonais sujet du royaume de Prusse et de l'Empire allemand avant 1918, homme politique et auteur de Mémoires, qui faisait partie d'une élite fidèle aux liens unissant la Prusse et la Pologne.

## Biographie
Il est le fils du comte Joseph Napoléon Hutten-Czapski (de) (1797-1852) et de la comtesse, née comtesse Eleonora Mielzynska (1815–1875). Il ne connaît pas son père qui meurt du choléra quelques mois après sa naissance. La famille fait partie d'un milieu d'aristocrates qui après le partage de la Pologne demeurent loyaux aux liens les attachant au roi de Prusse, sans renier leur attachement à la Pologne, alors disparue comme État souverain.
Il entre à l'âge de vingt-deux ans dans l'armée prussienne au 2e régiment de dragons de la Garde stationné à Berlin. Deux ans plus tard, en août 1875, il est officier de réserve. Ensuite après avoir passé son examen d'État, il devient fonctionnaire au tribunal de district de Charlottenbourg, puis retrouve le service actif jusqu'en 1899. Il fréquente à Berlin le salon de la princesse Radziwill, née Castellane, qui réunit l'élite diplomatique et politique de l'époque, et devient l'habitué d'autres salons de la haute société berlinoise, comme celui de la comtesse von Schleinitz, de Mme von Helmholtz, ou le salon politique de Mme von Lebbin (de). Il y rencontre le couple impérial qui lui témoigne de l'amitié et l'invite régulièrement aux fameux jeudis de l'empereur et de l'impératrice au palais d'Unter den Linden. L'impératrice Augusta (1811-1890), qui défend nombre d'œuvres sociales catholiques, a des vues libérales qui dénotent du conservatisme catholique sévère des grands magnats polonais. L'amitié que lui témoigne l'impératrice nuit à la carrière du comte von Hutten-Cazpski, Bismarck et son entourage, qui détestent l'impératrice, soupçonnant le comte d'être un agent de l'impératrice et d'avoir des vues anti-prussiennes.
Il est également proche à l'époque du prince de Hohenlohe-Schillingsfürst (1819-1901) qui était alors membre du Reichstag et dont le fils, Philipp Ernst, était camarade de régiment du comte. Le prince marque profondément Bogdan von Hutten-Czapski qui le qualifie dans ses Mémoires de « maître en politique et de protecteur paternel. »
Il devient en 1882 lieutenant au régiment des hussards de la Garde, stationné à Potsdam, où il fait la connaissance du futur Guillaume II qui sert dans le même régiment. Il est nommé en août 1884 aide-de-camp du gouverneur impérial d'Alsace-Lorraine, le général von Manteuffel (dont l'épouse avait été amie de la mère du comte von Hutten-Czapski, morte en 1875). Ce poste est considéré alors comme prestigieux. Après la mort de Manteuffel en 1885, il entre à la 20e brigade de cavalerie à Hanovre, où il demeure jusqu'en 1888. Il est élevé au grade de capitaine en 1887 et devient chef d'escadron en novembre 1888.
Après que le prince de Hohenlohe est devenu chancelier impérial en 1894, le comte entre à son invitation en avril 1895 à la chambre des seigneurs de Prusse. C'est le début de sa carrière politique. Le général von Schellendorff, ministre de la Guerre, refuse plusieurs fois sa nomination à l'état-major et Hutten-Czapski demande un congé prolongé en 1896, puis il est versé à la Landwehr en 1899. Il se dévoue à la politique sous l'influence de son mentor dont il défend la politique, malgré les résistances des conservateurs. Il s'entend bien également bien avec le nouveau chancelier Bernhard von Bülow, en poste de 1900 à 1905. Ensuite, il s'oppose à l'instar du maréchal von Haeseler aux politiques de germanisation. Il fait partie de la chambre des représentants de Prusse à partir de 1908. Il est nommé au titre honorifique de Schlosshauptmann de Posen par Guillaume II en 1900.

Armes du comte von Hutten-Czapski (herb Leliwa).

La Première Guerre mondiale met fin à la carrière politique du comte. Il combat en Belgique, puis avec la VIIIe armée en province de Prusse-Orientale, commandée par le général von Hindenburg et participe à la victoire de Tannenberg, à la prise de Varsovie le 5 août 1915 par la IXe armée, commandée par le prince Léopold de Bavière. Ensuite, il joue un rôle de conseiller auprès du gouverneur militaire de Pologne, le général von Beseler. Il avait déjà été reçu en audience privée à la veille de la guerre par le Kaiser, le 31 juillet 1914. Il écrit dans ses Mémoires: « c'est grâce à mon influence, au cas où le Seigneur Dieu donnerait la victoire à nos armées, qu'il est envisagé de recréer un État polonais souverain, dont l'union avec l'Allemagne le détournerait pour toujours de la Russie. » Cependant malgré son rôle d'intermédiaire entre le gouvernement et la minorité polonaise, il est maintenu à des postes de second rang. Il conseille cependant le gouverneur militaire dans le but de faire renaître une monarchie constitutionnelle en Pologne sous le protectorat de l'Allemagne. Cette nouvelle Pologne ne serait pas uniquement fondée à partir des limites ethniques de ses frontières, mais intégrerait aussi des provinces peuplées de Lituaniens et de Biélorusses, ainsi qu'une partie de la Ruthénie, enlevées à l'Empire russe. Il s'oppose en 1916 à la réunion de la partie polonaise de l'Autriche-Hongrie (la Galicie) avec la partie polonaise de l'Empire russe sous l'égide de l'Autriche des Habsbourgs, solution défendue par Bethmann-Hollweg.
La défaite de l'Allemagne et la chute de la monarchie allemande mettent définitivement fin à ces projets. Il se consacre ensuite à ses domaines de Poznańie, hérités à sa mort par un parent, d'une autre ligne, le comte Emeryk von Hutten-Czapski (1897-1979), le comte Bogdan von Hutten-Czapski étant resté célibataire.
Ses Mémoires sont une mine de renseignements sur cette époque.

## Œuvres

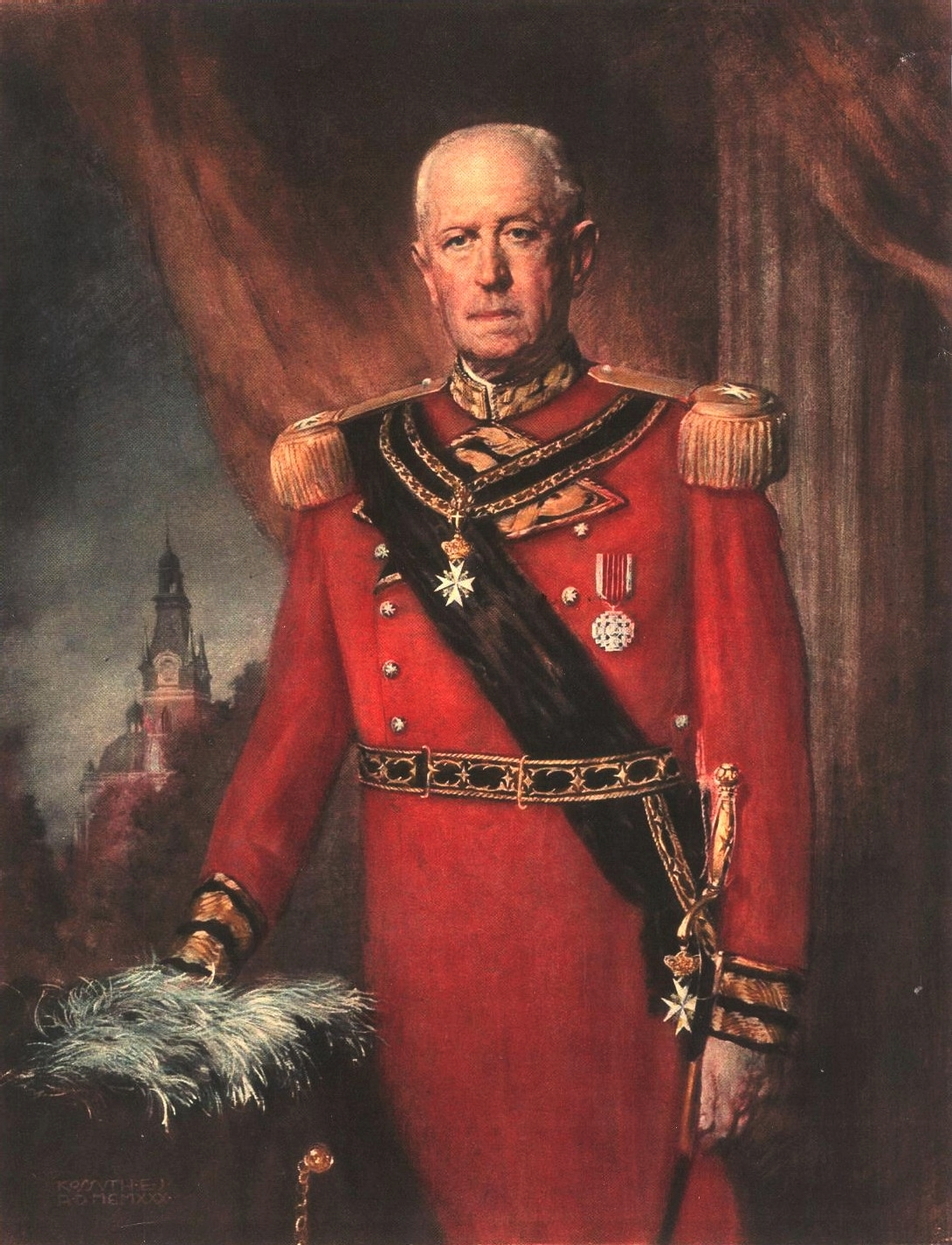
Portrait du comte en uniforme de l'ordre souverain de Malte par Kossuth

- Ein Kampf ums Recht. Der Prozess um die Herrschaft Romsthal, Berlin, 1930
- Sechzig Jahre Politik und Gesellschaft, 2 tomes, Berlin, 1936